# Петсамо (регион)

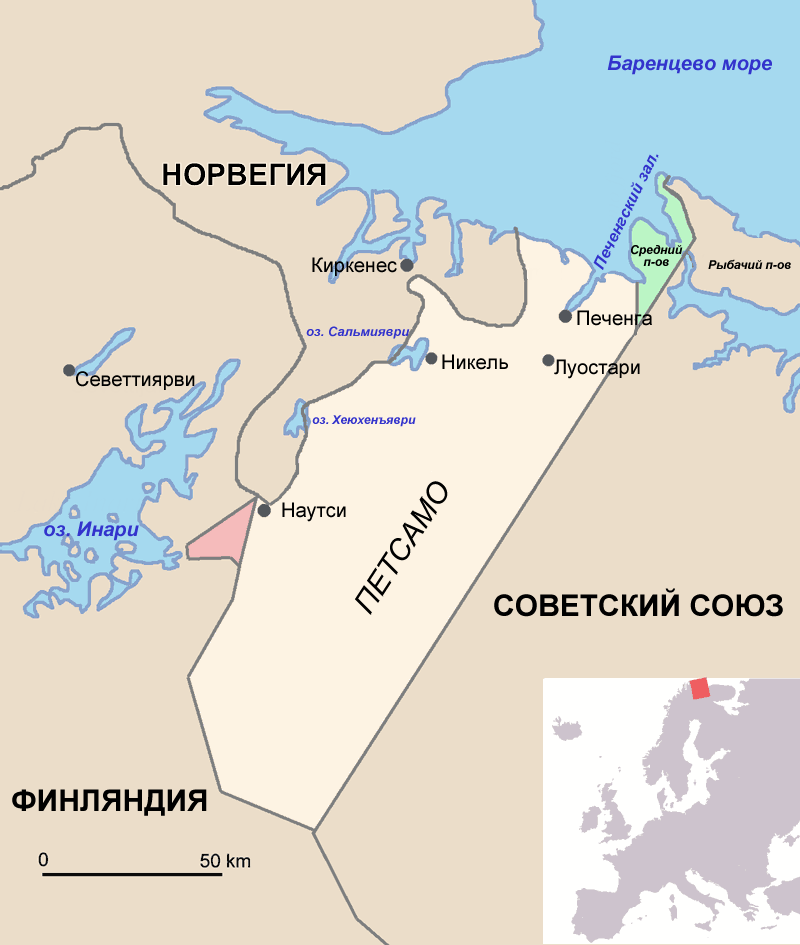
Финская часть полуострова Рыбачий, которая перешла к Советскому Союзу после Советско-финской войны (1939—1940).
Историко-географическая область Петсамо, которая перешла к Советскому Союзу после Советско-финской войны (1941—1944).
Сектор Янискоски — Нискакоски куплен Советским Союзом в 1947 году.

Петсамо (фин. Petsamo, колтта-саам. Peäccam), Пе́ченгская область, Пе́ченгский край, Пе́ченгская земля, Пе́ченга) — историко-географическая область, принадлежавшая Финляндии с 1920 по 1944 год. Административным центром губернии был город Петсамо (ныне посёлок городского типа Печенга). Площадь региона составляла 10 470 км². В его состав входило также два небольших архипелага: Айновские и Кийские острова.

## География
На севере регион граничил с Норвегией: российско-норвежская граница была демаркирована в 1826 году и с тех пор оставалась неизменной. Восточная граница региона начиналась у горы Корватунтури, и простиралась прямой линией около 200 миль до перешейка между полуостровами Рыбачий и Средний, затем уходила к мысу Немецкому (близ Вайда-Губы). Эта линия была проведена искусственно по договору 1920 года между Советской Россией и Финляндией.

## История

«Suomenmaan kartta» 1881 года. Участок карты, выделенный белым цветом — проект выхода Финляндии к Северному Ледовитому океану.

В средние века район Печенги, как и всю северную Скандинавию под свой контроль взяла Новгородская республика, вовлекшая регион в торговлю и занимавшаяся распространением здесь православия.
Во времена Российской империи регион Печенги, населённый немногочисленными православными лопарями, входил в состав Архангельской губернии. После победы в Русско-шведской войне был заключён Фридрихсгамский мирный договор, по которому Финляндия входила в состав Российской империи на правах автономного княжества.
Становление финской нации в составе Российской империи привело к смещению финской миграции к местным морским ресурсам (среди которых конечно же в первую очередь на тот момент выделялась треска Варяжского залива) на северо-восток, в приграничный Пазрецкий погост.
В финской национальной среде, которая пользовалась либеральным отношением к ней российской власти в Петербурге, в 1880-х годах широко распространилась идея о возможной и вполне реальной уступке Россией княжеству территории региона Печенги дабы таким образом удовлетворить потребности Великого княжества Финляндского в выходе напрямую к океаническим ресурсам в обмен на лояльность княжества российской короне (которая была лишь номинальной). Попытки российских властей угодить активистам финского национального движения в стремлении ослабить в Финляндии шведское влияние привело к весьма противоречивым результатам. Так, согласно закону Российской империи, россияне не имели право свободно приобретать собственность в Финляндии, из-за чего сколько-нибудь значимая русскоязычная община там в дореволюционный период так не сформировалась. И напротив, граждане Великого княжества Финляндского беспрепятственно передвигались по территории Российской империи и приобретали землю и недвижимость в частную собственность. В результате, уже к 1896 году число финнов-лютеран здесь (223 человека) превысило число православных лопарей (148 человек). В дальнейшем диспропорция всё более увеличивалась. Кроме этого, к началу XX века на полуострове Рыбачий образовалось 9 колоний норвежцев и финнов, в которых проживали 500 человек. На картах, выпущенных в Финляндии в конце XIX века, регион Петсамо обозначается как «потенциальная» финская территория, хотя частью Великого княжества Финляндского (равно как и других скандинавских государств) регион Петсамо никогда не являлся.
В 1918 году Финляндия получила независимость. Финнам давно хотелось иметь свой выход к Северному Ледовитому океану, а постепенная финнизация Печенги дала им дополнительный повод выдвинуть свои права на эти территорию.
15 мая 1918 года правительство Финляндии объявило войну Советской России. Во время войны область Печенги, никогда не входившая в состав Финляндии, была оккупирована финскими войсками. По подписанному в 1920 году Тартускому договору район вокруг Печенги 14 октября 1920 передан Финляндии.
В 1921 году в районе были найдены месторождения никеля, в 1934 году оцененные в пять миллионов тонн. В 1935 году началась добыча никеля французскими и канадскими компаниями.
В 1931 году закончено строительство дороги между Печенгой и городом Соданкюля, начатое в 1916 году. Это привлекло в район Печенги туристов, так как здесь находился единственный на то время финский порт на Баренцевом море, до которого можно было добраться на автомобиле.
Советская Россия по Тартускому мирному договору уступила область Петсамо Финляндии: находясь в кольце фронтов молодое советское государство готово было заключать мирные договоры почти на любых условиях. 14 февраля 1921 года на её территории была образована губерния Петсамо, однако уже 1 января 1922 года губерния Петсамо была присоединена к губернии Оулу, в которую губерния Петсамо вошла единым муниципалитетом. В 1936 году область Петсамо стала частью губернии Лаппи, выделенной из Оулу.

### Советско-финская война 1939—1940
Во время советско-финской войны 1939—1940, войска СССР сумели быстро и оперативно занять район Петсамо, однако по окончании войны вернули его обратно Финляндии, за исключением западной части полуострова Рыбачьего. Согласно некоторым точкам зрения, это было сделано из-за возможных осложнений с правительствами стран, которые вели добывающую деятельность в данном районе.
В 1940 году территорию Петсамо под свой контроль взяли сотрудничавшие с Финляндией немецкие войска. После 1944 года Петсамо был передан Советскому Союзу, что в 1947 году было закреплено Парижским мирным договором.
На бо́льшей части территории Петсамо был образован Печенгский район Мурманской области РСФСР; меньшая часть вошла в Кольский район.

## Экономика
К 1934 году финские геологи открыли в регионе более десятка месторождений медно-никелевых руд. Правительство Финляндии сдало Петсамский никеленосный район в концессию канадской компании «Инко». Она передала лицензию на добычу своей дочерней компании «Монд Никель Ко» (The Mond Nickel Co), которая, в свою очередь, учредила в Финляндии дочернее общество «Петсамон Никкели ою» (Petsamon Nikkeli oy). В 1935 году начались работы по строительству рабочего посёлка и заводской площадки у рудника Каулатунтури. Добыча никельсодержащей руды началась в 1937 году. 
Но в связи с советско-финской войной в 1939 году канадские специалисты покинули рабочий поселок Колосйоки (в настоящее время — посёлок Никель). Однако предприятие продолжило действовать, был построен плавильный цех. В 1940 году было заключено соглашение с германским концерном «Фарбеиндустри» договор о поставке руды и штейна, а в 1941 году с ним подписан долгосрочный договор о совместных работах в Колосйоки. В условиях Второй мировой войны поставки никеля из Петсамо имели важнейшее значение для нацистской Германии. В 1942 году на реке Паз была построена Янискоски ГЭС, вырабатывавшая электричество для плавки никеля. Когда в октябре 1944 года в результате Петсамо-Киркенесской операции немецкие войска отступили из Петсамо, то при отступлении немцы взорвали все сооружения завода и рудника, а также Янискоски ГЭС. Затем завод и рудник были восстановлены и был создан советский комбинат «Печенганикель».
На островах и побережье Баренцева моря традиционно практиковались охота и рыболовство, а также сбор яиц морских птиц. Летом в регион приезжали туристы из южных областей Финляндии.

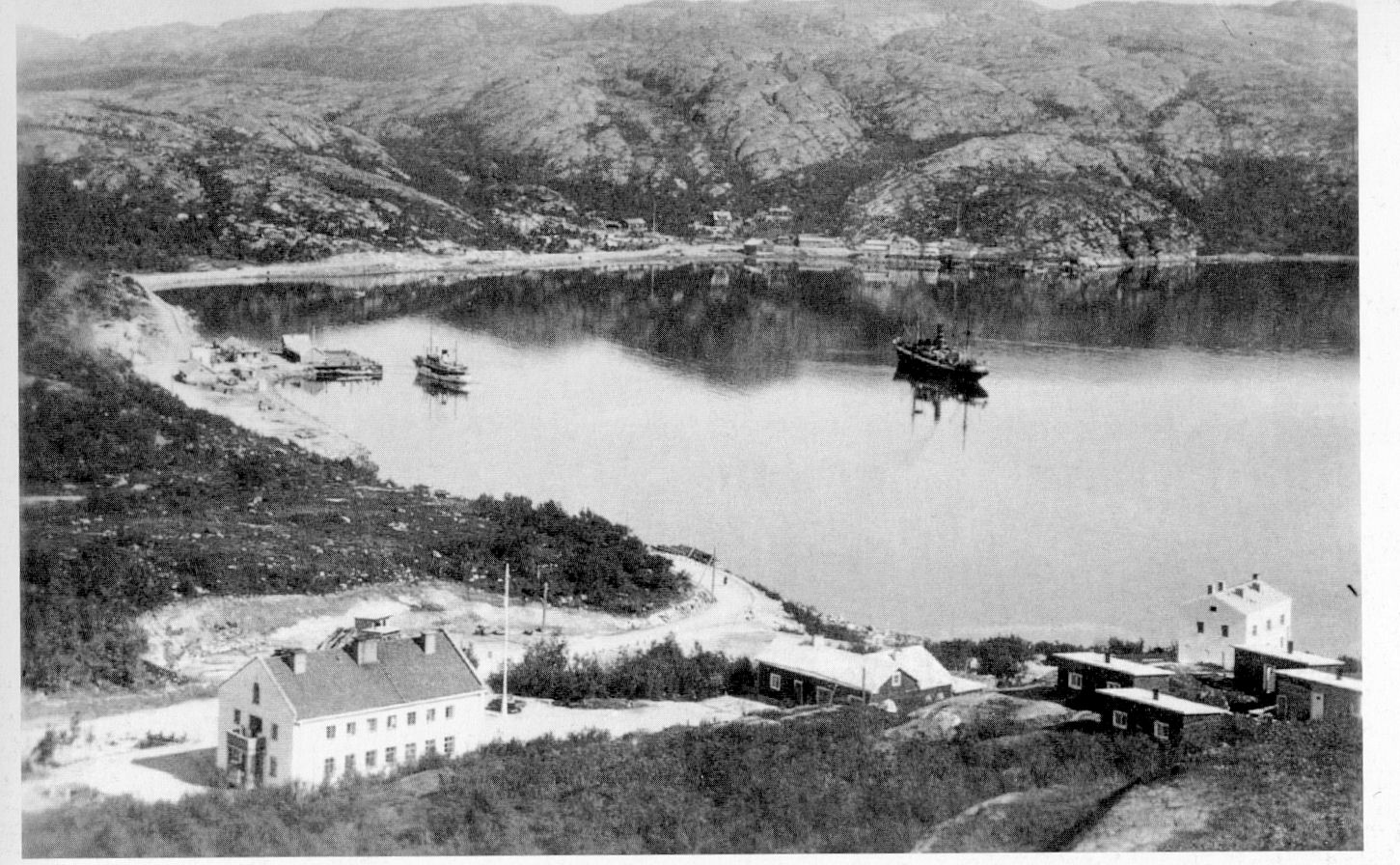
Порт Лиинахамари, 1930-е годы

## Транспорт
Лиинахамари был единственным океанским портом Печенги и всей Финляндии — он имел выход в Баренцево море. Так называемая Дорога на Ледовитый океан (фин. Jäämerentie) из Рованиеми в Лиинахамари была построена в 1931 году, это привлекло туристов, так как до единственного порта на Баренцевом море стало возможно доехать на автомобиле.
Финляндия рассчитывала на десант иностранных войск через территорию Печенги. После 1940 года в порт заходили и немецкие подводные лодки.